# Jan Kazimierz Stadnicki
Jan Kazimierz Stadnicki herbu Szreniawa (ur. ok. 1598 roku – zm. w 1645 roku) – poseł na sejm konwokacyjny 1632 roku z ziemi przemyskiej, żołnierz do 1630 roku.
Syn Adama Aleksandra i Anny Gostomskiej, żonaty z Izabelą Kalinowską.